# Pseudobironium bicolor
Espèce
Pseudobironium bicolor est une espèce de coléoptères de la famille des Staphylinidae et de la sous-famille des Scaphidiinae.

## Répartition et habitat
Cette espèce est décrite du Népal, d'Inde et de Thaïlande.